# Anaxagorea phaeocarpa
Anaxagorea phaeocarpa är en kirimojaväxtart som beskrevs av Carl Friedrich Philipp von Martius. Anaxagorea phaeocarpa ingår i släktet Anaxagorea och familjen kirimojaväxter. IUCN kategoriserar arten globalt som starkt hotad. Inga underarter finns listade i Catalogue of Life.